# PC bang

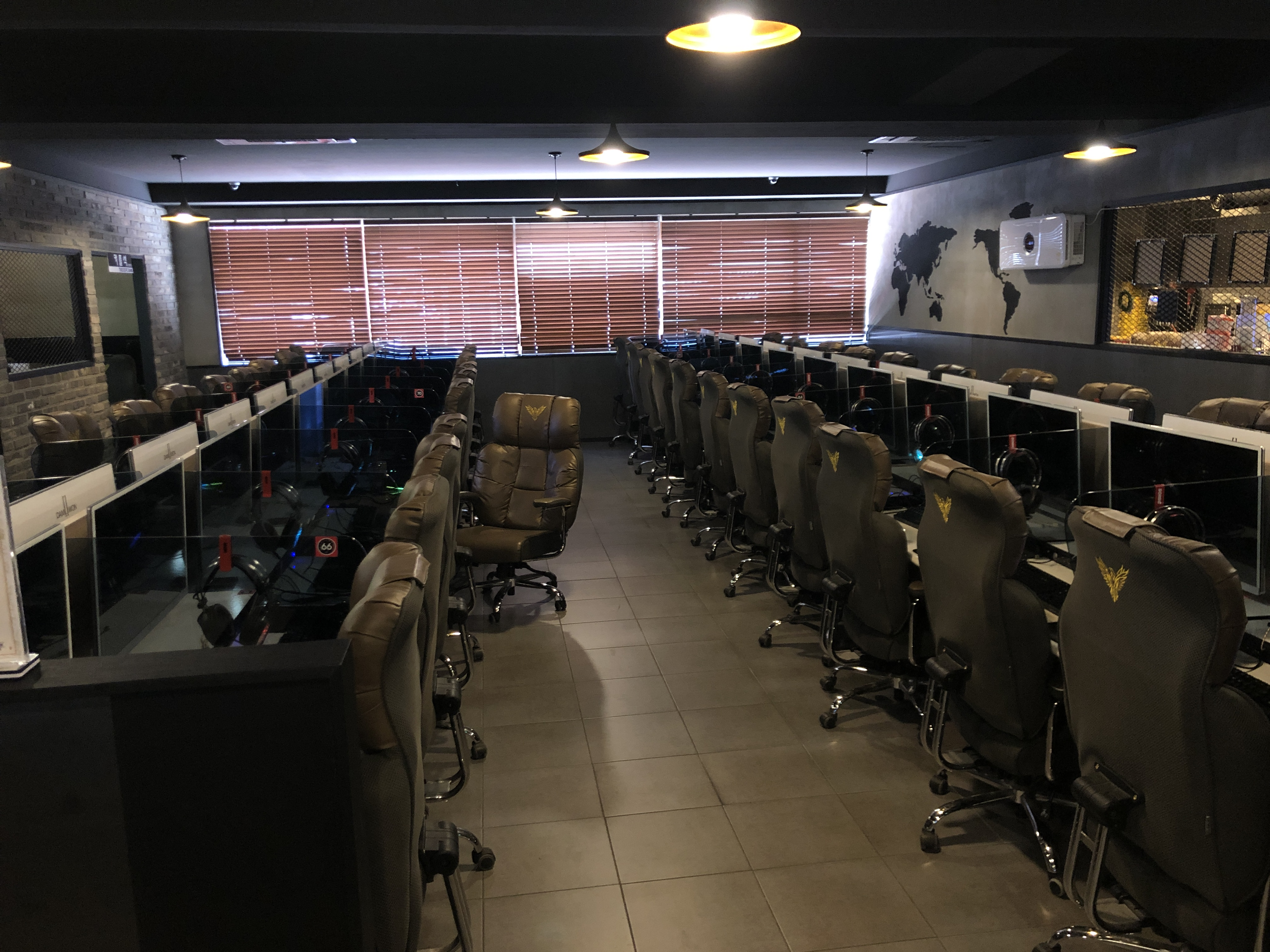
PC bang, 2020.

PC bang, (PC방) från koreanska bang, "rum", alltså PC-rum, rum med PC, koreanskt internetkafé som företrädesvis erbjuder onlinespel. Koreas särpräglade datorkultur tar sitt mest åtskiljande uttryck i de många små kaféer som erbjuder internettillgång och spel. Dessa bangs är ofta platsen där ungdomar håller till många timmar om dagen, i vissa fall ska spelare mer eller mindre ha bosatt sig på kaféet.
I sydkoreanska städer finns åtminstone 20 000 PC bangs, men antalet minskar nu stadigt mest beroende på genombrottet för bredbandsuppkoppling i hemmen.